# Vinji Vrh (gmina Šmarješke Toplice)
Vinji Vrh – wieś w Słowenii, w gminie Šmarješke Toplice. W 2018 roku liczyła 212 mieszkańców.